# Lijst van rijksmonumenten in Breda (gemeente)
De gemeente Breda telt 568 inschrijvingen in het rijksmonumentenregister. Hieronder een overzicht. 

## Bavel
De plaats Bavel telt 11 inschrijvingen in het rijksmonumentenregister. Zie Lijst van rijksmonumenten in Bavel voor een overzicht.

## Breda
De plaats Breda telt 501 inschrijvingen in het rijksmonumentenregister. Zie Lijst van rijksmonumenten in Breda (plaats) voor een overzicht.

## Effen
De plaats Effen telt 5 inschrijvingen in het rijksmonumentenregister.
| Object                                                                     | Oorspronkelijke functie? | Bouwjaar             | Architect | Locatie               | Coördinaten?                  | Nr.?  | Afbeelding                                |
| -------------------------------------------------------------------------- | ------------------------ | -------------------- | --------- | --------------------- | ----------------------------- | ----- | ----------------------------------------- |
| In het Hout                                                                | Boerderij                |                      |           | Dr. Batenburglaan 194 | 51° 33' 43" NB, 4° 45' 2" OL  | 10346 | Meer afbeeldingen                         |
| Boerderij van het brabantse langgeveltype                                  | Boerderij                | 1857 (jaarankers)    |           | Overaseweg 186        | 51° 32' 50" NB, 4° 44' 46" OL | 10347 | Boerderij van het brabantse langgeveltype |
| Boerderij van het brabantse langgeveltype                                  | Boerderij                |                      |           | Overaseweg 188        | 51° 32' 48" NB, 4° 44' 45" OL | 10348 | Boerderij van het brabantse langgeveltype |
| Boerderij van het brabantse langgeveltype, met schuur van het vlaamse type | Boerderij                | 1710 (jaartalstenen) |           | Overaseweg 210        | 51° 32' 30" NB, 4° 44' 44" OL | 10351 | Meer afbeeldingen                         |
| Moervliet                                                                  | Boerderij                | 1685                 |           | Raamschoorseweg 30    | 51° 33' 28" NB, 4° 43' 24" OL | 10353 | Meer afbeeldingen                         |

## Gageldonk
De plaats Gageldonk telt 2 inschrijvingen in het rijksmonumentenregister.
| Object | Oorspronkelijke functie? | Bouwjaar          | Architect | Locatie           | Coördinaten?                | Nr.?  | Afbeelding                                |
| --- | ------------------------ | ----------------- | --------- | ----------------- | --------------------------- | ----- | ----------------------------------------- |
| Boerderij van het Kempische langgeveltype | Boerderij                | 1760 (jaarankers) |           | Gageldonkseweg 39 | 51° 36' 2" NB, 4° 44' 3" OL | 10430 | Boerderij van het Kempische langgeveltype |
| Boerderij van het Kempische langgeveltype, verbonden met een forttoren, overblijfsel van het kasteel gageldonk: vierkante toren, door geprofileerde waterlijsten in drie geledingen verdeeld | Boerderij                | ca. 1550          |           | Gageldonksepad 1  | 51° 36' 4" NB, 4° 44' 9" OL | 10431 | Meer afbeeldingen                         |

## IJpelaar
De plaats IJpelaar telt 2 inschrijvingen in het rijksmonumentenregister.
| Object                                                           | Oorspronkelijke functie? | Bouwjaar            | Architect | Locatie         | Coördinaten?                  | Nr.?  | Afbeelding        |
| ---------------------------------------------------------------- | ------------------------ | ------------------- | --------- | --------------- | ----------------------------- | ----- | ----------------- |
| Boerderij van het Kempische langgeveltype, met bakhuis en schuur | Boerderij                |                     |           | Seminarieweg 27 | 51° 34' 37" NB, 4° 48' 46" OL | 30516 | Meer afbeeldingen |
| Laarhovense Hoeve                                                | Boerderij                | 1710 (jaartalsteen) |           | Seminarieweg 28 | 51° 34' 39" NB, 4° 48' 56" OL | 30517 | Meer afbeeldingen |

## Prinsenbeek
De plaats Prinsenbeek telt 4 inschrijvingen in het rijksmonumentenregister.
| Object                                                                      | Oorspronkelijke functie? | Bouwjaar          | Architect | Locatie         | Coördinaten?                  | Nr.?   | Afbeelding                      |
| --------------------------------------------------------------------------- | ------------------------ | ----------------- | --------- | --------------- | ----------------------------- | ------ | ------------------------------- |
| Langgevel boerderij met witgeschilderde voorgevel en rieten dak             | Boerderij                | 1811 (jaarankers) |           | Brielsedreef 82 | 51° 37' 19" NB, 4° 41' 40" OL | 32183  | Meer afbeeldingen               |
| Prinsenhoef                                                                 | Boerderij                |                   |           | Prinsendreef 4  | 51° 35' 21" NB, 4° 41' 15" OL | 32184  | Meer afbeeldingen               |
| Dubbele landarbeiderswoning met aangebouwde stal en het bakhuis met bakoven | Boerderij                | 19e eeuw          |           | Beeksestraat 92 | 51° 36' 38" NB, 4° 42' 56" OL | 361082 | Meer afbeeldingen               |
| Boerderij onder pannen zadeldak                                             | Boerderij                | 19e eeuw          |           | Beeksestraat 76 | 51° 36' 23" NB, 4° 43' 2" OL  | 387601 | Boerderij onder pannen zadeldak |

## Teteringen
De plaats Teteringen telt 20 inschrijvingen in het rijksmonumentenregister. Zie Lijst van rijksmonumenten in Teteringen voor een overzicht.

## Ulvenhout
Het gedeelte van de plaats Ulvenhout dat in de gemeente Breda valt, telt 18 inschrijvingen in het rijksmonumentenregister. Zie Lijst van rijksmonumenten in Ulvenhout (Breda) voor een overzicht.
's-Hertogenbosch ·
Alphen-Chaam ·
Altena ·
Asten ·
Baarle-Nassau ·
Bergeijk ·
Bergen op Zoom ·
Bernheze ·
Best ·
Bladel ·
Boekel ·
Boxtel ·
Breda ·
Cranendonck ·
Deurne ·
Dongen ·
Drimmelen ·
Eersel ·
Eindhoven ·
Etten-Leur ·
Geertruidenberg ·
Geldrop-Mierlo ·
Gemert-Bakel ·
Gilze en Rijen ·
Goirle ·
Halderberge ·
Heeze-Leende ·
Helmond ·
Heusden ·
Hilvarenbeek ·
Laarbeek ·
Land van Cuijk ·
Loon op Zand ·
Maashorst ·
Meierijstad ·
Moerdijk ·
Nuenen, Gerwen en Nederwetten ·
Oirschot ·
Oisterwijk ·
Oosterhout ·
Oss ·
Reusel-De Mierden ·
Roosendaal ·
Rucphen ·
Sint-Michielsgestel ·
Someren ·
Son en Breugel ·
Steenbergen ·
Tilburg ·
Valkenswaard ·
Veldhoven ·
Vught ·
Waalre ·
Waalwijk ·
Woensdrecht ·
Zundert